# مدى (السعودية)
الشبكة السعودية للمدفوعات أو مدى آو (SPAN) سابقاً هي شبكة المدفوعات وطنية في المملكة العربية السعودية، تابعة للبنك المركزي السعودي، أنشئت عام 1990. تُعد شبكة المدفوعات الآلية الوحيدة في السعودية التي تربط كافة أجهزة الصرف الآلي وطرفيات نقاط البيع والمتاجر في كافة أنحاء المملكة بشبكة مدفوعات مركزية تقوم بدورها بإعادة توجيه العمليات المالية إلى الجهة المصدرة للبطاقة، سواء كانت مصرفاً محلياً أو فيزا (VISA) أو أمكس (AMEX) أو ماستر كارد (MasterCard).

## التاريخ
أنشأت مؤسسة النقد شبكة المدفوعات السعودية (SPAN) في رمضان 1410هـ (أبريل 1990م) بهدف تشجيع التعامل الإلكتروني مع النظام المصرفي.

## آلية العمل
يطلب البنك المركزي السعودي من كافة المصارف السعودية إصدار بطاقات سحب آلي متوافقة بشكل كامل مع الشبكة السعودية للمدفوعات، وتقدم جميع الخدمات للعميل النهائي بدون رسوم، بصرف النظر عن جهاز السحب الآلي المستخدم أو الجهة المشغلة له أو الجهة المصدرة لبطاقة العميل. وقد بلغ عدد أجهزة الصرف الآلي في مختلف أنحاء المملكة حتى نهاية عام 2018 نحو 18000 جهاز ، وأكثر من 324 ألف  جهاز نقاط بيع متصلة بالشبكة، وقد بلغ إجمالي عدد العمليات التي تم تنفيذها عبر شبكة (مدى) في عام 2017 حوالي 1.5 مليار عملية بإجمالي مبالغ عمليات يزيد عن 641 مليار ريال سعودي (170.9 مليار دولار أمريكي).
تقوم مدى بإعادة ربط جميع أجهزة الصرف الآلي ونقاط البيع المقدّمة من البنوك المحلية، والمنتشرة على امتداد مناطق السعودية، بنظام مركزي لتمرير العمليات المالية من خلال تلك الأجهزة بواسطة البطاقة البنكية خلال ثوانٍ معدودة، مع ما يتيحه نظام مدى من قبول محلي وإقليمي وعالمي، من خلال الربط بالشبكة الخليجية للمدفوعات، وشركات البطاقات العالمية فيزا وماستركارد ليمنح حاملي بطاقات مدى نطاقاً أوسع للاستخدام محلياً وخارجياً.

## انتشارها
- محليًا: استناداً إلى البنية التحتية المتطورة للشبكة السعودية للمدفوعات، فإن بطاقات مدى تمنح حامليها إمكانية استخدامها داخل المملكة العربية السعودية عبر نطاق واسع من أجهزة الصرف الآلي والتي يتجاوز عددها 18000 جهازاً[3]، إلى جانب أكثر من 324 ألف [4] جهازاً لنقاط البيع تتوزع في عشرات آلالاف المتاجر ومراكز التسوق في مختلف مدن ومناطق المملكة.
- إقليميًا: وعلى الصعيد الإقليمي فإن استخدام مدى متاح ضمن نطاق أسواق دول مجلس التعاون الخليجي عبر الشبكة الخليجية للمدفوعات (GCCNet)، لتتيح أمام حامليها إمكانية استخدامها عبر أجهزة الصرف الآلي وأجهزة نقاط البيع المنتشرة في دول المجلس.
- عالميًا: بمجرد أن تحمل بطاقة الصرف الآلي ذات شعار مدى المدعومة بإحدى علامات أنظمة المدفوعات العالمية الأخرى مثل: فيزا وماستركارد وسيروس وبلس، فإن ذلك يؤهل حاملها لاستخدامها في مختلف أسواق العالم وعبر ملايين أجهزة نقاط البيع والصرف الآلي لإتمام عمليات السحب أو الدفع براحة وسهولة وأمان.[7]

## خدماتها

### مدى مسبقة الدفع
ترتبط بطاقات مدى مسبقة الدفع بسجلات إلكترونية وتعمل استناداً على مبدأ الحسابات البنكية ذات الميزات المصرفية المحدودة، وتختلف هذه السجلات عن الحسابات البنكية العادية في كونها لا تُتيح لحامليها الحصول على منتجات بنكية معينة مثل: القروض الاستهلاكية والتسهيلات الائتمانية، إلا أنها تتيح إمكانية استخدامها لإجراء عمليات السحب النقدي من جميع أجهزة الصرف الآلي والدفع عبر أجهزة نقاط البيع، وتسمح بإتمام دفع الفواتير عبر نظام سداد للمدفوعات، والاستفادة من خدمات تحويل الأموال الدولية. يوجد ثلاثة ـمواع للبطاقات مسبقة الدفع:
- بطاقة الدفع المسبق العامة ذات الاستخدام المفتوح: هي بطاقة مصرفية يمكن لحاملها استخدامها في كافة نقاط البيع في السعودية، وكذلك إجراء عمليات سحب نقدي من جميع أجهزة الصرف الآلي ضمن نطاق عمل مدى.
- بطاقة الدفع المسبق العامة ذات الاستخدام المقيد جزئياً: هي بطاقة مصرفية تسمح لحاملها بالدفع في عددٍ محدود من المتاجر، أو مقدّمي الخدمات، أو ضمن نطاق جغرافي معين.
- بطاقة الدفع المسبق العامة ذات الاستخدام المقيد كلياً: هي بطاقة مصرفية يتم استخدامها لدى تاجر واحد أو لدى مجموعة من التجار المرتبطين ببعضهم البعض ويشتركون في نفس الاسم والعلامة التجارية أو الشعار.

### مدى أثير
أطلقت البنك المركزي السعودي في عام 2016 خدمة «مدى أثير»، التي تتيح ميزة الدفع عن طريق تمرير البطاقة على شاشة جهاز نقاط البيع للعمليات ذات القيم المنخفضة (100 ريال أو أقل) وبقيمة إجمالية تراكمية 300 ريال دون طلب رقم سري، ليتم خصم المبلغ من حساب العميل المصرفي بطريقة مباشرة، ويُطلب من العميل في بعض الأوقات إدخال البطاقة والرقم السري لتعزيز مستوى الأمان. تُعد الخدمة اختيارية، حيث يتم تقديمها مجانًا عند طلب حامل البطاقة إضافة خدمة «مدى أثير» دون أن يتحمل العميل أو التاجر أي رسوم لقاء تقديمها.

### مدى نقد
من خلال خدمة مدى نقد يمكن إجراء عمليات استرداد نقدي من خلال صناديق المحاسبة، وتقديمها للزبون عند قيامه بأي عملية دفع بواسطة أجهزة نقاط البيع المتوافقة مع معايير مدى. وتسمح هذه الخدمة للتاجر بالتخلص من النقد الفائض في الموقع التجاري من خلال عرضه على المشتري خلال عملية الدفع بواسطة بطاقة مدى المصرفية، كما توفر هذه الخدمة للعملاء من حاملي بطاقة مدى عناء البحث عن أجهزة الصرف الآلي في أماكن تواجدهم.

### الشراء عبر الإنترنت
تمكن بطاقة مدى الشراء والتسوق عبر الإنترنت، في مواقع التسوق الإلكتروني المحلية التي تحمل شعار مدى، أما في الموقع العالمية فيمكن لحامل البطاقة استخدامها في المواقع التي تقبل بطاقات فيزا أو ماستر كارد بحسب الشعار الموجود على بطاقته. حامل البطاقة لا يتحمّل أي رسومٍ إضافية عن استخدامها للتسوق عبر الإنترنت في المتاجر المحلية، أما الدولية فتخضع لإجراءات وقواعد أنظمة الدفع العالمية وسياسات المتجر الإلكتروني.

### مدى Pay
هي عبارة عن خدمة الدفع عبر أجهزة الجوالات الذكية عبر تطبيق خاص. يحق لحامل البطاقة إتمام عملية الدفع عن المشتروات بحد أعلى لا يتجاوز 100 ريال للعملية الشرائية الواحدة. تتطلب هذه الخدمة وجود نظام تشغيل أندرويد الإصدار السادس فما فوق، وأن يدعم الجهاز المستخدم تقنية الاتصال قريب المدى، ووجود بطاقة بنكية مُصدرة من أحد البنوك السعودية، وتحميل تطبيق مدى Pay من متجر التطبيقات جوجل بلاي.

## وصلات خارجية
- الموقع الرسمي لشبكة السعودية للمدفوعات مدى